# Ottmarsheim
Ottmarsheim es una localidad y comuna francesa, situada en el departamento de Alto Rin, en la región de Alsacia.

## Demografía
| 1495 | 1766 | 1833 | 2003 | 1897 | 1926 |
| Para los censos de 1962 a 1999 la población legal corresponde a la población sin duplicidades (Fuente: INSEE [Consultar]) |      |      |      |      |      |

## Patrimonio y cultura

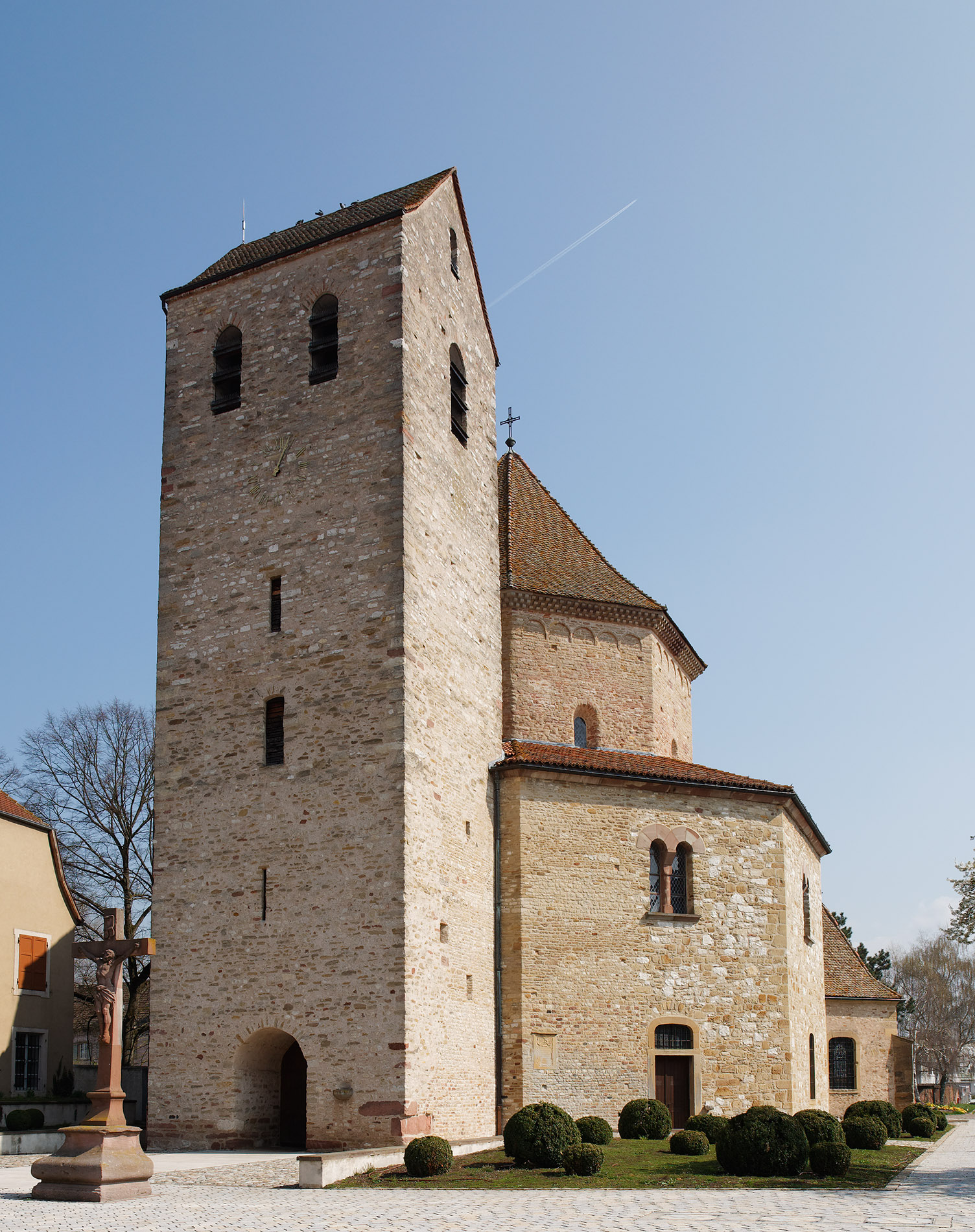
Vista del campanario de la abadía.

- Abadía en estilo románico de planta octogonal, réplica de la catedral carolingia de Aquisgrán, en Alemania. Era en su origen una abadía benedictina, inaugurada por el papa alsaciano León IX en 1050.